# Język sango
Język sango (yângâ tî sängö) – język z grupy adamawa-ubangi z wielkiej rodziny nigero-kongijskiej, używany w Republice Środkowoafrykańskiej oraz przygranicznych terenach Czadu, Kamerunu, Demokratycznej Republiki Konga i Republiki Konga. W Republice Środkowoafrykańskiej oraz wzdłuż biegu rzeki Ubangi pełni funkcję języka wehikularnego.
Zawiera zapożyczenia z innych języków regionu, głównie ngbandi, lingala i francuskiego. Sango bywa klasyfikowany jako język kreolski. Zapisywany jest pismem arabskim lub alfabetem łacińskim.
Językiem sango posługuje się ok. 1,6 mln osób, z czego dla około 400 tysięcy jest językiem ojczystym.